# 8A busz (Ózd)
Az ózdi 8A jelzésű autóbusz egy helyi járat volt, ami az Autóbusz-állomás és Uraj (Szabadidő Központ) között közlekedett a vasútállomás érintésével, kizárólag tanítási napokon. A viszonylatot a Borsod Volán üzemeltette.

## Megállóhelyei
Az átszállási kapcsolatok között az azonos, de hosszabb útvonalon közlekedő 8-as busz nincs feltüntetve.
| 0  | Autóbusz-állomás végállomás         | 12 | 1A, 2A, 4, 7, 12A, 12AT, 20A, 20AT, 21, 22, 26, 26A, 33, 33A 4140, 4145, 4147, 4148, 4150, 4151, 4153, 4155, 4157, 4158, 4160, 4180, 4185, 4186 |
| 3  | Gyújtó tér                          | 11 | 2, 2A, 2T, 4, 7, 12, 12A, 12AT, 12T, 20, 20A, 20AT, 20T, 21, 22, 26, 26A                                                                        |
| 3  | Vasútállomás                        | 9  | 4, 7, 21, 22 4140, 4145 Miskolc–Bánréve–Ózd |
| 5  | Zsolnai tér                         | 7  | 21, 22 |
| 6  | Petőfi utca 157.                    | 6  | |
| 7  | Nyár utca                           | 5  | |
| 8  | Petőfi utca 239.                    | 4  | |
| 10 | Uraj (Tormás utca)                  | 2  | |
| 12 | Uraj (Szabadidő Központ) végállomás | 0  | |